# Die klugen Frauen
Die klugen Frauen ist ein deutsch-französischer Spielfilm mit satirischen Untertönen aus dem Jahre 1936 von Jacques Feyder. Hauptdarstellerin Françoise Rosay spielte dort „die diplomatisch-kluge Frau des Bürgermeisters […], die mit viel List politische und private Geschicke in einem flämischen Dorf unter spanischer Besetzung regelt“.

## Handlung
Das spanisch besetzte Flandern zu Beginn des 17. Jahrhunderts.
In der flämischen Kleinstadt Boom wird im Jahre 1616 das Kirchweihfest vorbereitet. Von spanischen Reitern erfahren die Honoratioren der Stadt, darunter der Bürgermeister, am Vorabend, dass der spanische Herzog von Olivarez erwartet wird, um dort mit seinem militärischen Tross sein Quartier aufzuschlagen. Diese Nachricht verbreitet Angst und Schrecken unter der Bevölkerung, hat man die spanischen Besatzer doch noch von früheren Besuchen als Plünderer in schlimmster Erinnerung. Mit einer Finte gedenkt der Bürgermeister, den spanischen Granden vom Besuch des Dorfes fernzuhalten: Er will sich kurzerhand tot stellen, in der Hoffnung, dass man aus Pietät einen großen Bogen um Boom macht. Des Bürgermeisters Ehefrau verachtet ihren Mann für seine nicht gerade heroische Idee. Vielmehr schmiedet sie einen anderen Plan. Gemeinsam mit den anderen Frauen der kleinen Stadt gedenkt sie, die Spanier herzlich willkommen zu heißen, sie wie gute Gastgeber zu bewirten und an der Kirchweih teilnehmen zu lassen, um den Herzog und sein Gefolge milde zu stimmen.
Tatsächlich wird das Fest ein großer Erfolg, und die Spanier benehmen sich gesittet. Jedoch zieht der Bürgermeister seine Idee vom „toten Mann“ weiterhin durch, und der Herzog verspricht, aus Rücksicht auf den Trauerfall gleich am nächsten Tag die Stadt wieder zu verlassen. Zuvor kann Cornelia den spanischen Grande dazu bewegen, als Ehestifter zwischen ihrer Tochter Saskia und dem Kunstmaler Johann Breughel (im französ. Original: Jean Brueghel) zu fungieren. Cornelia verfolgt damit einen ganz eigenen Plan: sie will ihren Mann ausstechen. Denn der hatte Saskia seinem Freund und Vertrauten, dem sehr viel älteren und wenig attraktiven Schlachtermeister, versprochen. Nun kann er nicht mehr eingreifen, da er ja offiziell „tot“ ist. Cornelia organisiert rasch einen Kaplan, der die Trauung in ihrem Sinne vollzieht. In seiner Funktion als Schöffe des städtischen Rates muss ausgerechnet der Schlachtermeister die Heiratsurkunde ausstellen.
Der Bürgermeister kocht vor Wut. Nicht nur, dass all seine Pläne von seiner eigenen Gattin konterkariert werden. Jetzt muss er auch noch erfahren, dass der schmucke Herzog ausgerechnet in seinem Rathaus übernachtet. Sofort mutmaßt der Bürgermeister, dass seine Frau womöglich ein Techtelmechtel mit dem noblen Adeligen eingehen könnte. Um diese „Affäre“ im Ansatz zu ersticken, beschließen die Einfaltspinsel Bürgermeister und Schlachtermeister, den Herzog zu ermorden. Doch bevor es zur Bluttat kommen kann, hat Cornelia längst sehr geschickt den Herzog für ihre Dienste „missbraucht“. Am nächsten Tag ziehen er und seine Mannen davon, und Cornelia kann ihrem Mann mit Stolz verkünden, dass sie es erreicht habe, dass der Herzog für ein Jahr auf die von der Stadt an die spanische Krone zu entrichtenden Steuern verzichten wird. Um ihren Mann nicht als vollkommenen Trottel dastehen zu lassen, erklärt seine kluge Ehefrau in der Öffentlichkeit, dass es ihr Mann war, der diese Vergünstigung erreicht habe. Alle jubeln ihrem Bürgermeister zu.

## Produktionsnotizen
Der Film, der auf einer Novelle von Charles Spaak basiert, ist die deutsche Fassung der 110 Minuten langen, französischen Originalversion La Kermesse héroïque. Diese Fassung lief am 3. Dezember 1935 in Paris an. Einzig die auch der deutschen Sprache mächtige Hauptdarstellerin Rosay wirkte in beiden Versionen mit.
Die Dreharbeiten begannen Mitte August 1935 in den Tobis-Studios von Épinay bei Paris. Die Außenaufnahmen entstanden in der französischen Hauptstadt.
Die klugen Frauen passierte die deutsche Zensur erstmals am 30. Dezember 1935 und am 11. Februar 1936 zum zweiten Mal. Der Film erhielt ein Jugendverbot und wurde am 15. Januar 1936 im Berliner Capitol uraufgeführt.
Die klugen Frauen erhielt das Prädikat „Künstlerisch wertvoll“.
Lazare Meerson gestaltete die sehr beeindruckenden Filmbauten, die von Alexandre Trauner und Georges Wakhévitch ausgeführt wurden. Die zeitgenössischen Kostüme stammen aus der Hand von Georges K. Benda. Marcel Carné assistierte Regisseur Feyder, Louis Page arbeitete als einfacher Kameramann Harry Stradling Sr. zu.
In Hinblick auf den Kriegszustand mit Frankreich infolge des Beginns des Zweiten Weltkriegs wurde der Film am 7. September 1939 von der Filmprüfstelle verboten.

## Rezeption und Reaktionen
Propagandaminister Joseph Goebbels, der gemeinsam mit Frankreichs Botschafter in Berlin André François-Poncet der Premiere beiwohnte, soll sich sehr positiv über den Film geäußert haben. Regisseur Feyder war wegen seiner antisemitischen Grundeinstellung im Dritten Reich wohlgelitten.
Weite Teile der belgischen Bevölkerung wie auch die französische Filmkritik standen dem Werk Feyders hingegen äußerst ablehnend gegenüber. In Belgien, dem Heimatland von Regisseur Feyder, erregte man sich vor allem über den im Film vermittelten Eindruck, die flämische Bevölkerung bestünde überwiegend  aus Kollaborateuren und Feiglingen. Im Parlament wurde sogar ein Aufführungsverbot erwogen, jedoch wurde La Kermesse héroïque lediglich in Brügger Kinos nicht gezeigt. „Der Film, zu dessen Erfolg die - im Stil niederländischer Maler gehaltenen - Dekorationen von Lazare Meerson beitragen, verletzt nationale Empfindlichkeiten. In Antwerpen, Gent, Brügge, Brüssel und Amsterdam kommt es zu Schlägereien zwischen Demonstranten und der Polizei. Man fühlt sich hier durch die unheroische Darstellung der Flamen in der Ehre verletzt und wittert politische Propaganda für Hitler-Deutschland, weil »Die klugen Frauen« von der deutschen Tobis-Film produziert wurde.“
In Frankreich erregte man sich besonders über den vermeintlich defätistischen Charakter von La Kermesse héroïque und attackierte den Film vor allem ab 1938, als die Nachgiebigkeit westlicher Nationen gegenüber Hitler-Deutschland (Anschluss Österreichs, Münchner Abkommen, Zerschlagung der Rest-Tschechei) immer mehr als politische und charakterliche Schwäche offenkundig wurde. Die französische Filmkritik ortete in Feyders Inszenierung einen „nazistischen Geist“ (Henri Jeanson sprach von l’inspiration nazie) bzw. einen „überkommenen Pazifismus“ (Georges Sadoul in Histoire du cinéma mondial, Flammarion, 1972, Kapitel XV).

## Auszeichnungen
Trotz aller politischer Differenzen erhielt der Film mehrere Auszeichnungen.
- Den Grand Prix du cinéma français (1936)
- Den Preis für die Beste Regie auf der Biennale in Venedig (1936)
- Den von den französischen Filmkritikern ausgelobten Grand Prix du Cinéma International

## Kritik
Das Lexikon des Internationalen Films urteilte: „Aufwendig inszenierte Kostümfarce mit derbem Humor, satirischen Spitzen und einer wunderschönen Bildgestaltung im Stil niederländischer Maler.“
Heinrich Fraenkels Unsterblicher Film. Die große Chronik. Vom ersten Ton bis zur farbigen Breitwand nannte Die klugen Frauen „eine geistreiche und ungemein bildhafte Komödie von den Frauen eines flämischen Städtchens, die sich auf eigene Art und zum Kummer des „scheintoten“ Bürgermeisters mit dem spanischen Eroberer auseinandersetzen“.
wissen.de nannte „»Die klugen Frauen« eine intelligente Satire auf die Schwäche der Männer.“